# Hercegszántó
Hercegszántó (chorw. Santovo, serb. Сантово) – wieś i gmina w południowej części Węgier, w pobliżu miasta Baja. Gmina liczy 1906 mieszkańców (styczeń 2011) i zajmuje obszar 68,55 km².
W miejscowości znajduje się drogowe przejście graniczne z Serbią.

## Położenie
Miejscowość leży na obszarze Wielkiej Niziny Węgierskiej, w komitacie Bács-Kiskun, w powiecie Baja.